# クリーン (映画)
『クリーン』（原題：clean）は、2004年に制作されたオリヴィエ・アサイヤス監督によるフランス映画。
第57回カンヌ国際映画祭において、主演女優賞と撮影技術賞を受賞した。
日本では、カンヌ国際映画祭受賞から5年後の2009年に劇場公開された。

## 出演
- マギー・チャン
- ニック・ノルティ
- ベアトリス・ダル
- ジャンヌ・バリバール